# Vladimir Antosii
Vladimir Antosii (n. 29 iulie 1951, satul Gura Bîcului, raionul Anenii Noi) este un om politic din Republica Moldova, care a îndeplinit funcția de ministru al industriei și infrastructurii (2005-2008).

## Biografie
Vladimir Antosii s-a născut la data de 29 iulie 1951, în satul Gura Bîcului (raionul Anenii Noi). A absolvit în anul 1973 cursurile Institutului Politehnic “Serghei Lazo” din Chișinău, obținând calificarea de inginer energetician.
După absolvirea Institutului, a fost repartizat ca inginer la Institutul de Proiectări din Chișinău. A îndeplinit apoi funcțiile de inginer-șef la Combinatul de producere din Florești (1974-1975), șef adjunct la Asociația de producere a nutrețurilor din Florești (1975-1979) și președinte al colhozului “Kotovski” din Florești (1979-1987).
În perioada 1987 - aprilie 2005, Vladimir Antosii a îndeplinit funcția de director al S.A. "Fabrica de conserve Florești". În paralel, din anul 2003, a fost și manager principal al S.A. “Natur Bravo”. În anii 1998 și 2001 a candidat pentru Parlamentul Republicii Moldova pe listele Partidului Democrat-Agrar din Moldova (PDAM), dar nu a fost ales.
În baza votului de încredere acordat de Parlament, prin Decretul Președintelui Republicii Moldova, la data de 19 aprilie 2005, Vladimir Antosii a fost numit în funcția de ministru al industriei și infrastructurii. A fost eliberat din funcția de ministru la data de 31 martie 2008, odată cu formarea unui nou guvern condus de Zinaida Greceanîi.
Vladimir Antosii este căsătorit și are trei copii.